# Ngô Chuyển
Ngô Chuyển (chữ Hán: 吳轉), là vị vua thứ 15 của nước Ngô thời Xuân Thu trong lịch sử Trung Quốc.
Ông mang họ Cơ, là con của Ngô Cầm Xử – vua thứ 14 nước Ngô.
Sử sách không ghi chép thời gian ông làm vua, không rõ năm bắt đầu, năm mất và các sự kiện trong thời gian ông ở ngôi.
Sau khi ông mất, con ông là Cơ Phả Cao lên nối ngôi.